# Niccolò Machiavelli
Niccolò di Bernardo dei Machiavelli [nikkoˈlɔ makjaˈvɛlli] (ur. 3 maja 1469 we Florencji, zm. 21 czerwca 1527 w Sant'Andrea in Percussina k. Florencji) – prawnik, filozof, pisarz społeczny i polityczny, historyk i dyplomata florencki, jeden z najwybitniejszych przedstawicieli renesansowej myśli politycznej. Napisał traktat o sprawowaniu władzy pt. Książę, który sprawił, że od jego nazwiska powstał termin makiawelizm. Opisywał funkcjonowanie zarówno republik, jak i królestw. W 1559 jego pisma znalazły się na kościelnym indeksie ksiąg zakazanych.

## Życiorys
Życie Machiavellego ściśle związane było z historycznymi wydarzeniami i politycznym kontekstem jego czasów. Rozwojowi kultury renesansowej towarzyszyło znaczne rozbicie i niestabilność polityczna Włoch. Florencja, pod przywództwem Medyceuszy była jednym z najważniejszych miast włoskich, pod względem politycznym, gospodarczym i kulturowym. W roku urodzin Machiavellego, w 1469, miastem zaczął rządzić Wawrzyniec Wspaniały, który po pewnym czasie umocnił porządek w mieście (np. poprzez zdławienie spisku Pazzich, jak i skutecznie przeciwstawił się intrygom papieża Sykstusa IV i króla Neapolu Ferdynanda). Wydarzenia te znajdą odzwierciedlenie w późniejszych utworach Machiavellego.

### Dzieciństwo i młodość
Machiavelli urodził się 3 maja 1469 we Florencji w rodzinie z tradycjami politycznymi, ale nie należącej do lokalnych elit politycznych i majątkowych (ottimati). Jego rodzicami byli Bernard, doktor prawa, oraz Bartolomea Nelli. Chociaż jego dochody nie były znaczne, dysponował obszerną biblioteką, a w jego domu wysoko ceniono naukę. Niccolo odebrał staranne wykształcenie humanistyczne. Czytał licznych autorów starożytnych w łacińskich oryginałach lub tłumaczeniach (greki nie znał).
Niewiele wiadomo o okresie jego młodości (1489–1498). Dwa lata po śmierci Wawrzyńca Wspaniałego w 1492, Francja pod rządami Karola VIII najechała i podbiła znaczącą część Włoch. Syn i następca Wawrzyńca, Piero, poddał mu terytorium i twierdze florenckie. Wzburzeni mieszczanie wygnali Medyceuszy w listopadzie 1494, a w mieście zapanował ustrój republikański. Wśród niepokojów wybiła się postać dominikańskiego kaznodziei Girolamo Savonaroli, który łączył nawoływania do oczyszczenia moralnego, z przekonaniami republikańskimi i apokaliptyczną retoryką na granicy herezji. 23 maja 1498, po oskarżeniu przez papieża Aleksandra VI o herezję, Savonarola został skazany i powieszony. Florencja pozostawała profrancuska i republikańska, aż do 1512.

### Kariera publiczna

Mapa polityczna Włoch w czasach Machiavellego (1494). Terytorium Florencji w kolorze pomarańczowym.

W tym czasie Machiavelli rozpoczynał swoją karierę publiczną. 19 czerwca 1498 Machiavelli został wybrany drugim kanclerzem, wkrótce potem Sekretarzem II Kancelarii  (zajmującej się sprawami wewnętrznymi i wojny), a następnie Sekretarzem I Kancelarii (sprawy zagraniczne) w magistracie Rady Dziesięciu. Wiązało się to z prowadzeniem korespondencji i misjami dyplomatycznymi. Wiemy, że to doświadczenie praktycznej działalności publicznej, w połączeniu z oczytaniem w klasycznych pismach politycznych i historycznych, miało zasadnicze znaczenie dla jego uformowania umysłowego.
W 1496 zmarła jego matka, a w 1500 jego ojciec. W 1501 Machiavelli poślubił Mariettę Corsini, z którą miał kilkoro dzieci. Dorosłość osiągnęła jedna córka, Bartolomea, oraz czterech synów (Bernardo, Ludovico, Piero, Guido).
Od roku 1498 informacje na temat działalności Machiavellego są znacznie obfitsze, w związku z jego rosnącym znaczeniem w rządzie Republiki, licznymi misjami dyplomatycznymi (ponad 20) i związanymi z nimi korespondencją. Odbył liczne misje dyplomatyczne, m.in. na dwory Ludwika XII, Maksymiliana I i Juliusza II. Poznał też Cezara Borgię, syna papieża Aleksandra VI. Machiavelli stanął na czele kancelarii i będąc bliskim współpracownikiem Piera Soderiniego (od 1502), miał duży wpływ na politykę miasta. W 1505-1506 zrealizowano jego pomysł powołania z terytoriów florenckich milicję. Jej organizacja i wyszkolenie wzbudzały podziw współczesnych i były dumą Machiavellego. W 1507 został sekretarzem zreorganizowanej Rady Dziewięciu.
W 1511 papież Juliusz II zorganizował Ligę Świętą skierowaną przeciwko francuskim najeźdźcom i ich sojusznikom. W 1512 za przyzwoleniem papieskim Hiszpanie najechali ziemie Florencji, obalili republikę i przywrócili rządy Medyceuszy (Julian Medyceusz). Machiavelli jako wysoki urzędnik blisko związany z obalonym Soderinim, został zwolniony ze służby publicznej, na rok zakazano mu opuszczać terytorium Florencji i zakazano wstępu do pałacu rządowego. Musiał się bronić przed oskarżeniami, że spiskował przeciwko Medyceuszom już w 1513. Aresztowano go, zakuto w kajdany i torturowano na wahadle. Przez 22 dni był trzymany w wilgotnym lochu, z którego zwolniono go na mocy ogólnej amnestii związanej z wyborem kardynała Giovanniego di Medici na papieża (jako Leona X). Mimo licznych prób powrotu do łask, nigdy nie powrócił do czynnej polityki i pozostałe lata życia spędził na działalności intelektualnej. Traktaty polityczne, które wtedy napisał, z wyjątkiem O sztuce wojny (1521), wydano pośmiertnie.

### Końcowe lata życia

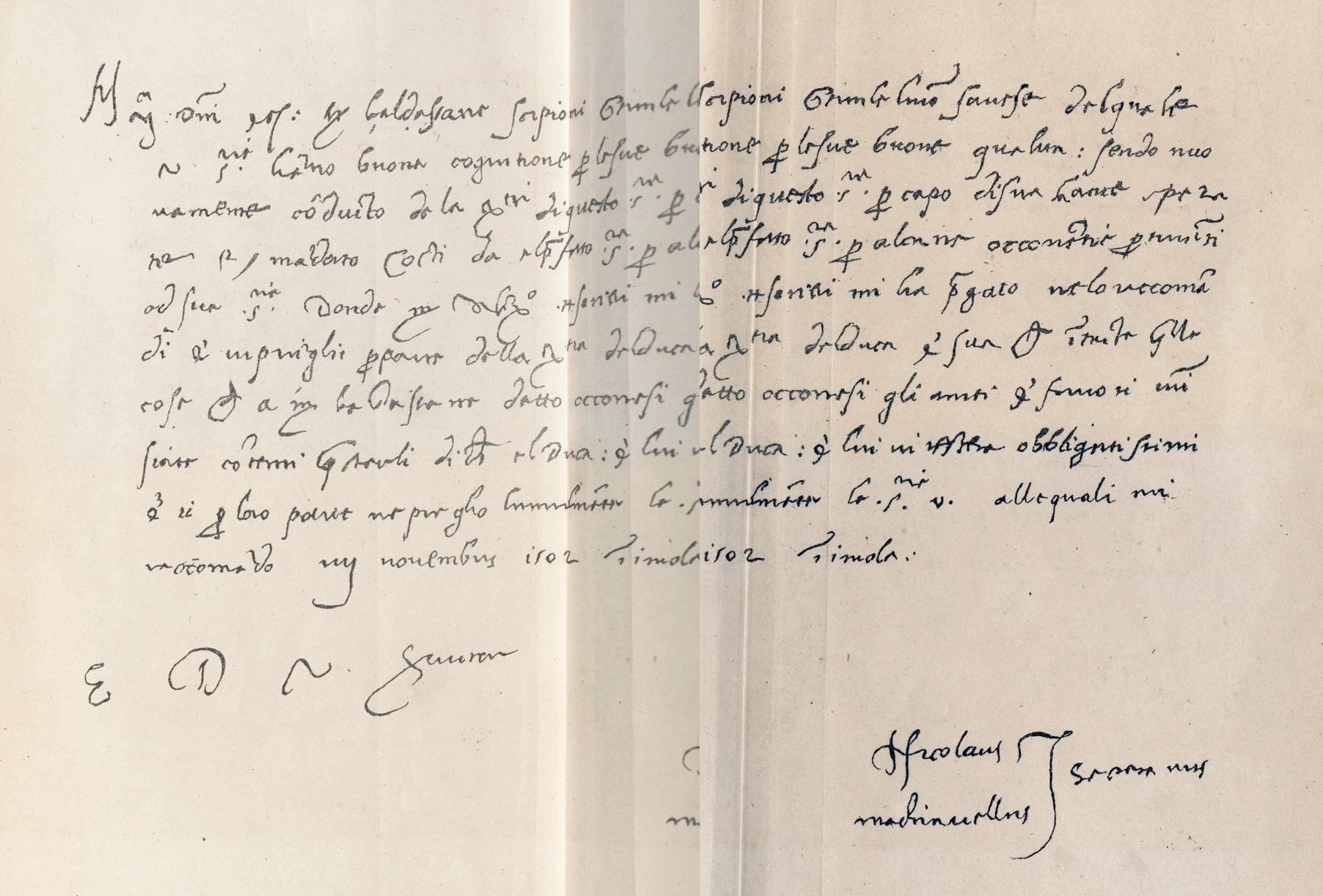
Oficjalny list pisany ręką Machiavellego (1502).

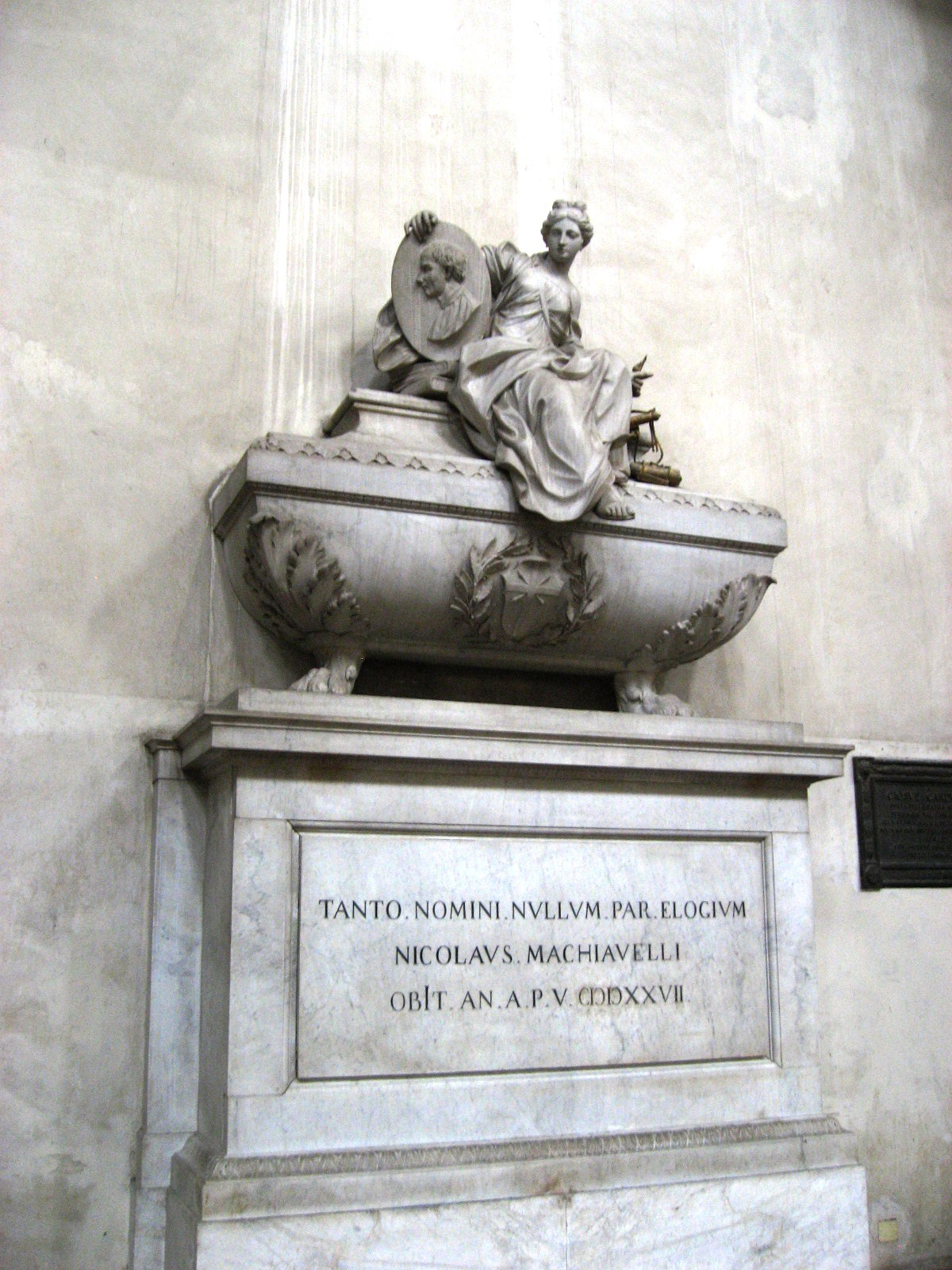
Grobowiec Machiavellego w Kościele Santa Croce we Florencji.

Po wyjściu z więzienia musiał wyjechać z miasta. Osiedlił się w posiadłości wiejskiej w San Casciano in Val di Pesa. Jego utwory i korespondencja (m.in. z jego przyjacielem Francesco Vettorim oraz Francesciem Guicciardinim) ujawnia frustrację związaną z oddaleniem od spraw publicznych i liczne próby szukania poparcia. Machiavelli pisał, że dysponuje obszernym doświadczeniem i wiedzą na temat rządzenia, które mogą przysłużyć się miastu, a które obecnie pozostają zupełnie niewykorzystane. W tym czasie pisze liczne utwory literackie i traktaty polityczne, które, z wyjątkiem O sztuce wojny (1521), zostaną wydane pośmiertnie.
Jego starania, o odzyskanie łaski Medyceuszy zakończyły się częściowym powodzeniem w 1520. Dzięki wstawiennictwu przyjaciół zbliżył się do kardynała Giulia de Medici (późniejszego papieża Klemensa VII) i uzyskał zlecenie Uniwersytetu Florenckiego napisania historii miasta. Dzieło to (Historie florenckie) zostało zaprezentowane papieżowi Klemensowi VII w 1525, a pierwsze jego wydanie ukazało się już po śmierci Machiavellego, w 1532.
W maju 1521 Machiavelli został posłem do kapituły franciszkanów w Carpi. Wraz z rosnącym zagrożeniem zewnętrznym, związanym z rywalizacją na terenie Włoch Karola V (Hiszpania i Cesarstwo Rzymskie) i Franciszka I (Francja), Medyceusze sięgnęli po doświadczenie Machiavellego w obronności i organizacji milicji. W 1526 został sekretarzem rady do spraw nadzoru nad murami obronnymi. W wyniku działań wojennych doszło do złupienia Rzymu w 1527 i uwięzienia papieża Klemensa VII (Giullia de Medici). We Florencji, która uniknęła zdobycia przez siły najeźdźców, doszło do obalenia Medyceuszy i ustanowienia republiki.
Machiavelli zmarł we Florencji w 22 czerwca 1527 roku, cierpiąc na bóle brzucha związane z zapaleniem otrzewnej. Został pochowany we Florencji w kościele Santa Croce.   

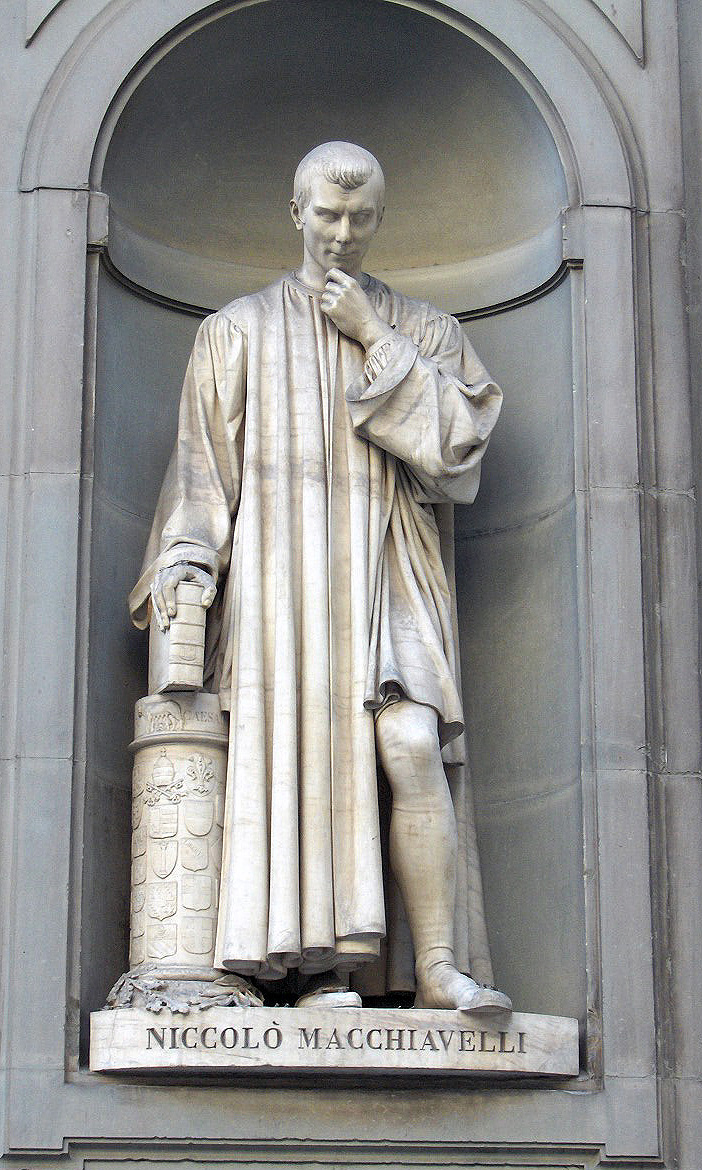
Rzeźba na zewnątrz galerii Uffizii, Florencja.

## Filozofia

### Problemy interpretacyjne
Interpretacja tekstów Machiavellego jest od stuleci przedmiotem sporów. Isaiah Berlin podsumowując to piśmiennictwo wyróżnił ok. 200 różnych interpretacji myśli Machiavellego. Źródłem tych rozbieżności były m.in. intencje autora, niejasne z powodu zasadniczo odmiennego przesłania dwóch podstawowych prac: Księcia i Rozważań. Książę zaleca władcom prowadzenie twardej, amoralnej polityki i jest źródłem czarnej legendy Machiavellego. Z kolei Rozważania nad pierwszym dziesięcioksięgiem Historii Rzymu Tytusa Liwiusza chwalą republikę jako najlepszą formę rządów i wskazują, jak chronić ją przed tyranami. Z jednego punktu widzenia, Machiavelli miał być realistą politycznym lub amoralistą, z drugiej gorącym republikaninem. Próbowano na różne sposoby pogodzić tę zasadniczą sprzeczność . Dla Leo Straussa twórczość Machiavellego jest przykładem pisarstwa ezoterycznego, w którym autor pieczołowicie ukrywa rzeczywiste znaczenie tekstu, by uchronić się przed prześladowaniami i niełaską władcy (które wcześniej na niego spadły) .
Wielu autorów wskazywało, że jeden z tych tekstów prezentuje rzeczywiste poglądy Machiavellego, drugi natomiast poglądy pozorne. Niektórzy autorzy (Alberico Gentili, Baruch Spinoza, Jean-Jacques Rousseau, Ugo Foscolo) wskazywali, że Książę jest zawoalowaną satyrą na władców lub ostrzeżeniem kierowanym dla obywateli, do czego są oni zdolni .
Inni autorzy wskazywali, że oba dzieła odnoszą się do odmiennych warunków politycznych. Leo Strauss wskazywał, że Książę mówi o zdobywaniu i utrzymaniu władzy przez książąt, szczególnie w niestabilnych warunkach, natomiast Rozważania dotyczą polityki w republikach . Machiavelli mógł cenić wyżej rządy republikańskie, ale rzeczywistość w której żył, podzielone politycznie i niestabilne kraje włoskie skłaniała go ku do uznania konieczności, jakimi były rządy silnej ręki. Wielu autorów (Justus Lipsius, Vittorio Alfieri, Thomas Babington Macaulay) uważało, że Machiavelli był przede wszystkim włoskim patriotą, dla którego pokonanie obcych sił (Francji i Habsburgów) i konieczność konsolidacji władzy politycznej były ważniejsze, niż wyżej przez niego cenione rządy republikańskie .
Możliwe też (tak: Benedetto Croce), że Rozważania prezentują lepszy, możliwy do osiągnięcia ustrój, którego jednak warunkiem są cnotliwi obywatele (podobnie, jak to było w republikańskim Rzymie. Upadek cnót we współczesnych Machiavellemu Włoszech pociąga za sobą sytuację przedstawioną w Księciu, który jest formą lamentu nad upadkiem obyczajów i zepsuciem moralnym człowieka .
Większa popularność Księcia sprawiła, że to prezentowane tam poglądy są potocznie uznawane za filozofię polityczną Machiavellego.

### Amoralizm
Tradycyjnie, Machiavellego uznaje się za filozofa amoralnego czy nawet głęboko niemoralnego. W historii częste były opinie o nim jako o „nauczycielu zła”, autora podręczników dla tyranów, zalecający im stosowanie krwawych i niemoralnych metod władzy. Jego nauki miały inspirować historyczne zbrodnie w rodzaju Nocy św. Bartłomieja. Chociaż już w starożytności pojawiali się autorzy, którzy głosili bezwzględny cynizm w podejściu do władzy (np. Kallikles i Trazymach), to nie głosili oni takich twierdzeń bezpośrednio i otwarcie, a ich niemoralne nauki znamy z drugiej ręki. Machiavelli jako pierwszy miał pod własnym nazwiskiem ogłosić radykalną pochwałę bezwzględnej, nie podlegającej moralności, polityki. Kwestia ta jest jednym z głównych tematów spornych w interpretacji Machiavellego.
Nauki niezgodne z potoczną (czy chrześcijańską) moralnością wywodzone są przede wszystkim z Księcia. Machiavelli wskazuje w nim, że książę, który chce zdobyć władzę w państwie, a następnie ją utrzymać, powinien nie cofać się przed niemoralnymi zachowaniami, takimi jak kłamstwo, mord, czy rabunek. Machiavelli daje szczegółowe rady, jak najskuteczniej uciekać się do tych środków, by osiągnąć zamierzony skutek (np. popełniać zbrodnie jednocześnie, a nie stopniowo, lub raczej dokonywać zabójstwa członków rodu, aniżeli pozbawiać go majątku). Przypisuje mu się często maksymę „cel uświęca środki”. Nie jest to jego sformułowanie, a właśnie interpretacja myśli Machiavellego w duchu amoralizmu. Stojąc na stanowisku, że natura ludzka jest zła, wypowiada się sceptycznie o moralności i jej roli w życiu politycznym. Właśnie te treści wzbudzały od początku największe kontrowersje wśród czytelników, a związane z nimi podejście do polityki zaczęto określać jako makiawelizm .

### Realizm polityczny
Opinii o amoralizmie Machiavellego przeciwstawiali się autorzy, którzy dostrzegali w jego doktrynie raczej przejaw realizmu (czy pragmatyzmu) politycznego. Tacy autorzy jak Benedetto Croce wskazywali, że Machiavelli nie tyle był przeciwnikiem moralności w polityce, co uznawania jej za siłę decydującą i skuteczną w polityce. Podstawą skutecznego działania politycznego musiała tu być pozbawiona idealizacji ocena rzeczywistych źródeł i mechanizmów władzy. Moralizowanie w sferze politycznej prowadzi natomiast do skutków negatywnych. W umiarkowanej interpretacji (prezentowanej np. przez Quentina Skinnera), książę musi być po prostu gotowy na popełnienie wskazanych przez Machiavellego zbrodni, jeśli okoliczności od tego wymagają. Książę powinien czynić dobro, jeśli może, ale musi czynić zło, jeśli musi. Z tego powodu Machiavelli uznawany jest jako autor mający istotny wpływ na rozwój koncepcji racji stanu.
Wielu współczesnych komentatorów czyniło z Machiavellego twórcę nowożytnej nauce o polityce (nazywano go nawet Galileuszem polityki". o on dokonał rozdziału sfery faktów (którymi powinien kierować się polityk) i wartości (które nie powinny mu przesłaniać trzeźwego osądu). Wiedza o polityce powinna być czerpana z praktyki, obserwacji oraz doświadczenia historycznego, a nie ze wskazań moralnych. Machiavelli prezentuje reguły skutecznego działania. Jest to, jego zdaniem, możliwe, ponieważ zdarzenia się powtarzają, a natura ludzka jest stała. Zachowanie człowieka da się przewidzieć, jeśli tylko dysponujemy odpowiednią wiedzą.

### Republikanizm
Pomimo tego, że w Księciu Machiavelli wychwala silną władzę osobistą książąt, wielu autorów wskazuje, że jego polityczne sympatie skłaniały się raczej ku republikanizmowi. Dał temu wyraz w Rozważaniach nad pierwszym dziesięcioksięgiem historii Rzymu Tytusa Liwiusza. Republika w tej pracy jest najlepszym z ustrojów, a Machiavelli, poprzez komentowanie dzieła Liwiusza, szuka przyczyn siły i upadku republiki Rzymskiej. Wiele uwagi poświęca pojęciu wolności i cnotom (szczególnie cnotom obywatelskim), a także sposobom ich zabezpieczenia. Dzięki swobodzie debaty w republikach lud dochodzi sam do tego, co jest dobrem wspólnym, natomiast ustroje nierepublikańskie, które debatę ograniczają, muszą się opierać na przymusie czy przemocy.

### Konieczność, Virtù i Fortuna
Trzema pojęciami, poprzez które Machiavelli stara się wyjaśnić skuteczność działań politycznych są konieczność (necessità), virtù i fortuna (los), którym autor nadaje specyficzne znaczenie. Pozwalają też one zrekonstruować jego szerszą wizję funkcjonowania porządku politycznego.
Konieczność jest zestawem czynników faktycznych, które muszą być brane pod uwagę przez działającego Księcia. Pojęcie to było obecne także w średniowiecznej myśli politycznej (np. u Tomasza z Akwinu), miało tam jednak odmienny charakter. Była to konieczność działania ponad interesami prywatnymi dla dobra ogółu. Miało więc charakter moralny. Dla Machiavellego kwestia legitymizacji władzy i jej wymiar moralny miały znaczenie poboczne. Odmiennie rozumiana przez niego konieczność wyznaczała jakiego rodzaju działania muszą być podjęte by władzę utrzymać.
Virtù jest naczelną polityczną cnotą, mającą w części tradycyjne (nawiązujące do łac. virtus) znaczenie moralne, ale także obejmującą zbiór specyficznych sprawności politycznych: energii, inicjatywy, zdolności do podejmowania decyzji i szybkiego działania, koniecznych dla sprawowania władzy . To virtù pozwala choć częściowo zapanować nad losem (fortuną). Jest zdolnością do właściwej reakcji na wyzwania przez nią stawiane. Fortuna podważa porządek polityczny, stabilność i bezpieczeństwo. Z niej biorą się nieszczęścia i historyczne katastrofy. Fortuna może się przyczyniać do pewnych sukcesów ludzi czy społeczeństw, jednak są to rzeczy nietrwałe. Te, mogą być zbudowane tylko na virtù i mądrości. Przeciwność fortuny jest z kolei główną przyczyną porażek i nieszczęść.

### Religia
Machiavelli nie podejmował bezpośrednio problematyki religii. Pomimo tego, kwestie religijne stały się jednym z zasadniczych punktów krytyki jego koncepcji. Już w epoce nowożytnej areligijność filozofii Machiavellego interpretowana była jako wrogość wobec chrześcijaństwa. Krytyka taka rozwijała się np. wśród XVII-wiecznych pisarzy katolickich w Hiszpanii. Wskazywali oni, że twórca Księcia traktuje wartości polityczne jako niezależne, w niektórych przypadkach nawet nadrzędne nad religijnymi. Claudio Clemente w El Machiavelismo degollado, 1637 czy Alvia de Castro w Verdadera razon de Estado, 1616 dowodzili, że przeciwne rozumowaniu Machiavellego działanie, zgodnie z moralnością, jest podstawą powodzenia władców w rządzeniu państwem. Pedro Rivandeyra wysunął pogląd potępiający makiawelistów, jako ludzi bezbożnych, heretyków, którzy nie mają szacunku dla religii, skupiając się wyłącznie na racji stanu. Zwracano również uwagę na to, że Machiavelli instrumentalizuje religię, nakazując księciu jej popieranie w celu legitymowania władzy, utrzymania porządku społecznego i podtrzymania cnót społecznych .
Opinie o antychrześcijańskim przesłaniu Machiavellego były w historii częste (np. Johann Gottlieb Fichte), ale zdarzały się również opinie przeciwne, uznające go za szczerego (choć nietypowego) katolika (tak np. jego biograf Marchese Ridolfi) . Niewątpliwie jednak proponowana przez niego etyka pozostawała w napięciu do głównego nurtu etyki chrześcijańskiej .
Zdaniem Leo Straussa radykalnie antyreligijne przesłanie Machiavellego było główną treścią jego filozofii. Machiavelli, umieścił w swoich tekstach liczne sugestie, które doprowadziły Straussa do wniosku, że Machiavelli uważa religię za siłę niszczącą, z którą władcy muszą się liczyć tylko o tyle, o ile związana jest ona z opinią ludu. Bóg jest za rzeczywistym tyranem, nie tylko jako źródło tyrańskiej władzy, ale także jako modelu władzy. Przesłanie książek Machiavellego jest zdaniem Straussa bluźniercze, ale dobrze zamaskowane.

## Historiografia
Machiavelli jest autorem kilku dzieł historycznych, ponadto, w swoich niehistorycznych pracach (jak w Księciu) chętnie sięgał po przykłady historyczne dla ilustracji swoich wywodów. Rozważania nad pierwszym dziesięcioksięgiem historii Rzymu Tytusa Liwiusza są historycznym komentarzem do dzieła Tytusa Liwiusza Dzieje Rzymu od założenia miasta. Dzieło rzymskiego historyka jest tu jednak jedynie pretekstem dla wyłożenia własnych poglądów politycznych Machiavellego. Również w dziełach wprost historycznych, jak Historie florenckie (pisane na podstawie kronik miejskich) czy żywocie Castruccio Castracaniego cel polityczny wysuwa się na pierwszy plan. Fakty traktowane są instrumentalnie i ilustracyjnie dla prezentacji tez. Są to też dzieła pisane na polityczne zamówienie. 
Wizja historii ma u Machiavellego charakter cykliczny i umiarkowanie organiczny. Państwa powstają, rozwijają i upadają na wzór żywych organizmów, w ciągłym cyklu przemian. Następstwo wydarzeń nie jest jednak ściśle deterministyczne. Mogą się pojawiać nowe sytuacje, a ludzie mogą swoimi działaniami przeciwstawiać się tendencjom dziejowym.

## Nowatorstwo podejścia
Machiavelli uznawany jest za wielkiego nowatora w filozofii politycznej. Miał on zerwać z apriorycznym uznaniem, że władza jest ściśle związana z działaniem moralnym. To Machiavelli miał dokonać rozdziału sfery faktów i powinności w polityce. Jego praktyczne i racjonalne podejście do polityki i władzy czynić ma go twórcą nowożytnej nauki o polityce. Quentin Skinner uznaje go za twórcę nowoczesnej koncepcji państwa, jako instytucji autonomicznej wobec osoby władcy, centrum władzy dysponującej monopolem na stosowanie legalnej siły fizycznej na określonym terytorium.
Znaczący ma też być wpływ Machiavellego na rozwój nowożytnych demokracji i konstytucjonalizmu. W swojej wpływowej pracy J.G.A. Pocock The Machiavellian Moment (1975) opisywał rozprzestrzenianie się jego republikańskich idei i ich znaczenie dla powstania ustroju Stanów Zjednoczonych.
Wiele jednak tradycyjnych elementów pisarstwa Machiavellego wskazywać może, że był on raczej postacią przełomu, w którego twórczości mieszało się tradycyjne spojrzenie na politykę i filozofię polityczną, z zapowiedzią zmian jakie miała przynieść nowożytność.

## Nawiązania w kulturze
- W wielu językach istnieją słowa i wyrażenia utworzone od nazwiska Machiavellego: np. makiaweliczny w j. polskim. oznaczający człowieka cynicznego i pozbawionego zasad moralnych[45];
- W psychologii istnieje pojęcie osobowości makiawelicznej[45];
- W albumie Kamienie (1991) Przemysława Gintrowskiego znajduje się utwór zatytułowany „Machiavelli”.
- W 1997 premierę miał polski film pt. Czas zdrady (reż. Wojciech Marczewski) o Niccolò Machiavellim.
- Postać Machiavellego pojawiła się w grach komputerowych Lionheart: Legacy of the Crusader, Assassin’s Creed II, Assassin’s Creed: Brotherhood i Dying Light[45].

## Dzieła
- 1499 – Discorso sopra le cose di Pisa,
- 1502 – Del modo di trattare i popoli della Valdichiana ribellati,
- 1502 – Del modo tenuto dal duca Valentino nell’ammazzare Vitellozzo Vitelli, Oliverotto da Fermo, etc.,
- 1502 – Discorso sopra la provisione del danaro,
- 1506 – Decennale primo (poème en terza rima),
- 1508-1512 – Ritratti delle cose dell’Alemagna,
- 1509 – Decennale secondo,
- 1510 – Ritratti delle cose di Francia,
- 1512-1517 – Discorsi sopra la prima deca di Tito Livio,
(pl) Rozważania nad pierwszym dziesięcioksięgiem historii Rzymu Tytusa Liwiusza,
- 1513 (?) – Andria,
- 1513 – Il Principe, pierwsza publikacja w 1532,
(pl) Książę,
- 1513 – Mandragola,
(pl) Mandragora,
- 1514 – Della lingua,
- 1515 (?) – Clizia,
- 1515 – Belfagor arcidiavolo,
(pl) O Belfagorze arcydiable,
- 1517 – Asino d’oro,
- 1519-1520 – Dell’arte della guerra,
(pl) O sztuce wojny,
- 1520 – Discorso sopra il riformare lo stato di Firenze,
- 1520 – Sommario delle cose della città di Lucca,
- 1520 – Vita di Castruccio Castracani da Lucca,
- 1521-1525 – Istorie fiorentine,
(pl) Historie florenckie,
- 1525 – Frammenti storici.